# Réingénierie des processus d'affaires
Pour les articles homonymes, voir RPA et BPR.
La réingénierie des processus métier (RPA), également connu en anglais sous le nom business process reengineering (BPR), est une approche qui vise à repenser les processus d'affaires de l'entreprise et à les rendre plus efficace.

## Enjeux de la RPA
Selon cette approche' l'entreprise abandonne l'organisation classique verticale fonctionnelle en faveur d'une organisation horizontale (structure plate) dans laquelle la prise de décision peut être déléguée (empowerment) aux acteurs opérationnels en front-office (ceux en  contact direct avec les clients) et les fonctions supports (ou de soutien) du siège administratif sont réduites afin de permettre de dégager davantage de valeur pour les clients.

## Démarche
Démarche de remise en question et de redéfinition en profondeur des processus d'une organisation en vue de la restructurer pour la rendre plus efficace tout en réduisant les coûts. Cette réorganisation des méthodes de travail constitue souvent la première phase d'un projet d'informatisation : on commence par rationaliser une activité de l'entreprise (la prise en compte d'une commande d'un client, par exemple) afin de bien cerner tous les cas de figure et de pouvoir déclencher des actions adéquates de manière automatique et sans ambiguïté.